# Acoso laboral en México
El acoso laboral en México hace referencia a una serie de conductas de violencia tales como el amedrentamiento, la intimidación o las agresiones físicas o psicológica que buscan excluir o discriminar a una persona de un sitio de trabajo ya sea público o privado.
Dichas conductas pueden ser un episodio o ser hechos de violencia sistemáticos o recurrentes, en los cuales las personas con cargos de poder abusan de su jerarquía para cometer de manera deliberada estos actos. Según distintos estudios las consecuencias de vivir este tipo de violencias llevan a daños graves en la persona o grupo de personas que lo sufren. En México el acoso laboral está prohibido por la Ley Federal del Trabajo.

## Características

### Estimación de la problemática
Cifras del Instituto Nacional de Estadística y Geografía (INEGI) presentadas por la Encuesta Nacional sobre la Dinámica de las Relaciones en los Hogares (ENDIREH) mostró que en México, de las 50.5 millones de mujeres de 15 años y más, un 70.1% sufrieron algún episodio de violencia, siendo el 20.8% de ellos en el ámbito laboral.
| Tipos de violencia laboral sufridos por mujeres en México | Tipos de violencia laboral sufridos por mujeres en México | Tipos de violencia laboral sufridos por mujeres en México |
| --------------------------------------------------------- | --------------------------------------------------------- | --------------------------------------------------------- |
| Conducta                                                  | Porcentaje a lo largo de la vida                          | Porcentaje entre octubre de 2020 y 2021                   |
| Violencia psicológica                                     | 12.2                                                      | 6.2                                                       |
| Violencia física                                          | 1.9                                                       | 0.7                                                       |
| Violencia sexual                                          | 14.4                                                      | 7.2                                                       |
| Discriminación                                            | 18.1                                                      | 21.7                                                      |
| Total                                                     | 27.9                                                      | 20.8                                                      |
| (Año 2021. Fuente: INEGI, ENDIREH)                        |                                                           |                                                           |

Investigaciones apuntan que tanto en México como en países de América Latina la violencia más frecuente es la psicológica. Las conductas reportadas por mujeres trabajadoras incluyen «exclusión de reuniones de trabajo o toma de decisiones, ataques sobre la reputación de la persona y percepción de castigos mayores respecto a los compañeros de trabajo».La violencia laboral suele resultar impune en México y deriva con frecuencia en el despido de las víctimas de sus trabajos.

## Marco normativo
La Ley Federal del Trabajo establece la prohibición para el acoso laboral para los trabajadores en sus artículos 47 y 51 y para los patrones en el 133 en sus fracciones XII y XIII. Asimismo en el 132 establece la obligación de las empresas y organizaciones de contar con un protocolo para prevenir la discriminación, la violencia y el acoso sexual.La Ley General de Acceso de las Mujeres a una Vida Libre de Violencia estableció en sus artículos 10 y 11 el reconocimiento de la violencia laboral que pueden sufrir las mujeres.